# Kaprinai István
Kaprinai István (Érsekújvár, 1714. szeptember 14. – Nagyszombat, 1785. december 26.) jezsuita áldozópap és tanár, később világi pap, történetíró.

## Élete
1729. október 14-én lépett a rendbe. A Bécsben eltöltött két próbaév után Sárospatakon tanított. Azután Kassán hallgatta a bölcseletet és ismét tanított Egerben, 1737-38-ban Kolozsvárt. 1740-ben kezdte hallgatni a hittant, melyet 1743-ban Nagyszombatban fejezett be; 1747-ben letette a szokásos fogadalmakat. Ezután egy-egy évig hitszónok volt Nagybányán és Nagyváradon. 1750-től Kolozsvárt tanította a bölcseletet öt évig; azután két évig ismét hitszónok lett Győrött, egy évig tanár volt Egerben, utána kilenc évig Kassán. Közben az egész országban népmissiókat tartott és sok hívőt visszatérített a katolikus hitre. Fejér György különösen kiemeli, hogy két esztendeig a cigányok oktatásával foglalkozott. 1764-től Kassán és 1766-tól Nagyszombatban történetírással foglalkozott. 1773-ban a rend felosztása után az esztergomi főegyházmegyébe kebelezték és Budán tartózkodott.
Arcképét olajba festve Kazinczy Ferenc Cserey Farkasnál látta.

## Munkái
- Sylvulae seu varia elegiarum artificia, diversas temporum praesentium materias complexa. Claudiopoli, 1737
- Prima Joannis Francisci Regis S. J. presbíteri a Clemente XI. P. M. recens in Sanctos relati Solemnia duplici laudationis genere oratorio symbolico celebrata. Uo. 1738
- Ecclesiae Dei propagator. Az az: Az Isten egyházának terjesztője dücsőséges szent Ignácz Pátriárka Jézus Társasága alkotójának dicséretes tisztelete. Melyet nemes királyi Nagy-Bánya városában szent Háromság egy nagy Isten tisztességére felépítetett T. Páter Jezsuiták temploma felnyitásának első ünneplése alkalmatosságával élő nyelvével hirdetett; mostanában pedig nyomtatásban kibocsátott egy szerzetes Jézus társaságbéli áldozó pap. Kassa, 1745
- Oratio illetve dno L. B. Joanni, Francisco Bornemisza de Kaszon habita Cibinii Transylvanorum coram inclytis regni proceribus, et ordinibus comitiorum gratia confluentibus, cum in templo patrum divi Francisci ultima illa justa facerent. Die 4. Martii anno 1747, Claudiopoli
- Andreae Maximiliani Fredro, Monita politico-moralia. Cum universam logicam publice tueretur liber baro Antonius Haller ab Hallerstein. Praeside ... Uo. 1749
- Andreae Maximil. Fredro Norma Principum Christianorum melius ordinata. Uo. 1750
- De arte amicitiae conservandae, et dimittendae, libri tres. Honoribus...neo-baccalaureorum...ab humanitate Claudiopolitana oblati anno 1750. Uo.
- Via viri in adolescentia distributa a Carolo Kakasdi... cum universam philosophiam propugnaret, praeside... Uo. 1751
- Philosophia ex veterum et recentiorum principiis brevissimo compendio proposita. Uo. 1751
- Ur-napi bizonyítás, melyet a szent írásból, régi szent atyákból egyházi historiákból fel-vett jegyzésekkel írt. Kassa, 1755 és 1770)
- Institutio eloquentiae sacrae generatim. Usui tironum et veterum. ac recentiorum praeceptionibus concinnata. Uo. 1758 és 1760, Nagyszombat, 1768
- Hungaria diplomatica temporibus Mathiae Regis Hungariae Pars I. complectens specimen praevium diplomaticum historico-criticum de electione regis...Pars II. complectens analecta diplomatum, aliorumque documentorum, res Hungariae ejus temporis illustrantium, cum epitome praevia historico diplomatica ac subjectis scholiis a tempore interregni ad annum usque 1461. Vindobonae, 1767, 1771 (ism. a bécsi Anzeigen 1772, a III. részt a censura elkobozta)
- Demonstratio Theophorica. Uo. 1767–1772
- Dobai Székely Sámuel és Kaprinai István levelezése; sajtó alá rend. M. Horváth Mária; PPKE BTK, Piliscsaba, 2008 (Pázmány irodalmi műhely. Források)

Kéziratai a budapesti egyetemi könyvtárban: Collectanea ad historiam civilem, ívrét két kötet; Kaprinaiana varia, ívrét egy kötet; Kapriani István vegyes kéziratai (két tokban); Collectio historica (tokban); Collectanea historica, politica et ecclesiastica (két tokban); Collectanea varia historica, politica et ecclesiastica (tokban). A magyar történetre vonatkozó oklevelek és egyéb adatok egyik legszorgalmasabb gyűjtője volt. Közel százhatvan kötetet tesznek ki összes gyűjteményei; ezek legnagyobb részben szintén a budapesti egyetemi könyvtárban vannak; (az udvari kamarától szereztettek meg 500 frtért, mely összeg érette mondandó ezer misére volt fordítandó.)